# Institut de technologie et d'animation
L'Institut de technologie et d’animation (ITECA) est une organisation non-gouvernementale de soutien à l’agriculture locale qui participe au développement rural à Haïti, au moyen de projets éducatifs de formation dans les domaines techniques, organisationnels et commerciaux sans oublier l'aspect écologique.
L'Institut de Technologie et Animation (ITECA) a mis en œuvre des actions d'envergure sur la durée avec l'aide des populations rurales concernées. Iteca est partenaire de CCFD-Terre Solidaire qui lui apporte une aide multiforme.
ITECA a pour objectif final, de favoriser la revalorisation des exploitations agricoles en mettant à la disposition des familles des semences, un cheptel caprin et en diffusant de nouvelles techniques pour l'amélioration du bétail. Des centres de stockage et des silos pour la constitution d'une réserve alimentaire de base ont été construits dans le pays.
ITECA sensibilise également les paysans et les agriculteurs sur l'évolution des pratiques afin qu'elles soient respectueuses de l'environnement.
Lors du tremblement de terre d'Haïti de 2010, le siège d'ITECA situé à Gressier/Petit-Boucan fut gravement endommagé. Malgré tout, ITECA  a distribué 800 tentes dans le village de Gressier/Petit-Boucan qui compte 26 000 âmes dans un habitat dispersé.